# Xã Pelican, Quận Otter Tail, Minnesota
Xã Pelican (tiếng Anh: Pelican Township) là một xã thuộc quận Otter Tail, tiểu bang Minnesota, Hoa Kỳ. Năm 2010, dân số của xã này là 625 người.